# Култура Аламито
Културата Аламито възниква и се развива в периода между 400 г. пр.н.е. и 650 г. на територията на днешната аржентинска провинция Катамарка.
Има развити връзки с културата Кондоруаси, която оказва на Аламито силно влияние.
Икономиката на Аламито се основава на селското стопанство, отглеждане на земеделски култури, от домашните животни – лама и събиране на плодове и ядливи растения.
Към културата Аламито се отнася каменната скулптура „Молитва“.